# Rey Fénix
Rey Fénix (Cidade do México, 30 de dezembro de 1990) é um luchador enmascarado mexicano, ou seja, um lutador de luta livre profissional mascarado. Ele trabalha atualmente para a WWE, na marca SmackDown. Ele é mais conhecido por seu tempo na All Elite Wrestling, onde foi campeão internacional da AEW. Ele também fez aparições na promoção irmã da AEW, Ring of Honor (ROH), onde foi detentor do Campeonato Mundial de Duplas da ROH junto com seu irmão mais velho, Penta El Cero Miedo.
Ele também é conhecido por seu trabalho na Impact Wrestling, onde os Lucha Bros foram campeões mundiais de duplas do Impact. Além disso, ele trabalha paralelamente para várias promoções independentes americanas e mexicanas, mais notavelmente a Pro Wrestling Guerrilla (PWG) nos EUA, onde foi campeão mundial de duplas da PWG uma vez com seu irmão, e The Crash Lucha Libre no México.
Após iniciar sua carreira no circuito independente mexicano em 2005, Fénix assinou com a AAA em janeiro de 2011, onde se tornou o inaugural campeão fusión da AAA em março de 2013. Através da AAA, Fénix se tornou o campeão mega da AAA, campeão latino-americano e campeão mundial Cruiserweight, além de começar a trabalhar para o Lucha Underground no final de 2014, onde se tornou o inaugural campeão Gift of the Gods em abril de 2015 e conquistou o principal título da promoção, o Campeonato Lucha Underground, no mês seguinte. Fénix também deteve o Campeonato de Trios do Lucha Underground, tornando-se o primeiro lutador a conquistar os três títulos da promoção. Ele também lutou no Japão pela Pro Wrestling Noah e Pro Wrestling Wave. Após deixar a AAA em setembro de 2016, Fénix mudou seu nome de ringue primeiro para Fénix el Rey e depois para Rey Fénix. Na AEW, ele foi membro do Death Triangle, tendo sido campeões de duplas da AEW uma vez e campeão mundial de trios da AEW, também por uma ocasião.

## Carreira na luta livre profissional
Fénix iniciou sua carreira no wrestling profissional em 2005, trabalhando como Máscara Oriental no circuito independente mexicano em lugares como Puebla, Pachuca e Querétaro. Eventualmente, ele também foi convidado por Blue Demon Jr. para trabalhar em sua NWA México e por Crazy Boy para trabalhar em sua promoção Desastre Total Ultraviolento (DTU), antes de receber a oportunidade de trabalhar para a Lucha Libre AAA Worldwide (AAA), uma das duas principais promoções do país.

### All Elite Wrestling / Ring of Honor (2019–2025)
Durante um show no circuito independente na Geórgia, The Young Bucks subiram ao ringue para oferecer um contrato da All Elite Wrestling (AEW) para os Lucha Brothers, em uma confrontação que terminou com um acordo verbal e um aperto de mãos. Foi posteriormente revelado que Fénix e Pentagón Jr. haviam assinado um contrato não exclusivo com a AEW, devido às suas obrigações legais com o Lucha Underground. Em 7 de fevereiro de 2019, durante o All Elite Wrestling Ticket Announcement, realizado na MGM Grand Pool Splash, em Las Vegas, Nevada, The Young Bucks estavam saindo do palco quando a música dos Lucha Brothers tocou, marcando a primeira aparição de Fénix e Pentagón Jr. com a empresa. As duas equipes se enfrentaram antes de uma briga começar, com Pentagon atingindo Matt Jackson primeiro, enquanto Fénix derrubava Nick Jackson com um super-kick. Pentagón então executou um package-piledriver em Matt Jackson no palco, antes de fazer promos e se anunciarem para o próximo pay-per-view de estreia da empresa, Double Or Nothing, antes de saírem do palco. No Double Or Nothing, Fénix e seu parceiro Pentagon Jr. perderam seus títulos de campeões mundiais de duplas AAA para The Young Bucks. Eles recuperaram os títulos em uma revanche organizada pela AAA no Verano de Escándalo. Isso levou a uma luta de trios no AEW Fyter Fest, onde os Lucha Brothers se uniram a Laredo Kid em outra derrota contra The Young Bucks e Kenny Omega.
No episódio de 4 de março de 2020 do Dynamite, os Lucha Brothers formaram um trio com Pac, conhecido como Death Triangle, confirmando sua virada para heel no processo. Eles fizeram sua estreia como equipe contra Joey Janela e o Private Party, derrotando-os. No entanto, com Pac preso no Reino Unido devido a restrições de viagem, os Lucha Brothers formaram uma aliança com Eddie Kingston, além de The Butcher e The Blade. Em 18 de novembro de 2020, Fénix e Penta novamente viraram faces e reviveram sua aliança com o Death Triangle ao salvarem Pac durante uma agressão de Kingston, Butcher e Blade. No episódio de 6 de janeiro de 2021 do Dynamite, Fénix não conseguiu conquistar o Campeonato Mundial da AEW contra Omega. No All Out, os Lucha Brothers derrotaram os Young Bucks em uma luta tornado de duplas em uma jaula de aço para conquistar o Campeonato Mundial de Duplas da AEW. No episódio de 16 de outubro do Dynamite, os Lucha Brothers perderam os títulos de campeões mundiais de duplas da AAA para o FTR (Dax Harwood e Cash Wheeler), que estavam disfarçados como uma equipe de luchadores chamada Las Super Ranas. No episódio de 5 de janeiro de 2022 do Dynamite, Fénix recebeu um chokeslam de Luchasaurus da quina do ringue através de uma mesa que estava fora do ringue, o que causou uma luxação no seu cotovelo esquerdo ao cair. Essa luta também valia o Campeonato Mundial de Duplas da AEW, que foi conquistado por Jungle Boy e Luchasaurus logo após a lesão de Fénix. Rey Fénix retornou à TV no episódio de 27 de abril do Dynamite, disfarçado como o manager Alex Abrahantes, antes de atacar a House of Black junto com o resto do Death Triangle. Na edição de 8 de setembro do Rampage, o Death Triangle conquistou o Campeonato de Trios da AEW, derrotando os Best Friends.
O trio fez sua primeira defesa como campeões de trios derrotando The Dark Order na edição de 7 de outubro do Rampage. Logo depois, eles começaram uma rivalidade com The Elite e participaram de uma série melhor de sete lutas com eles ao longo dos meses seguintes. A série melhor de sete culminou na edição de 11 de janeiro de 2023 do Dynamite, onde The Elite derrotaram o Death Triangle em uma luta de escadas para se tornarem os novos campeões de trios, encerrando o reinado dos Lucha Brothers após 126 dias. Em 2023, os Lucha Brothers começaram a fazer aparições para a promoção irmã da AEW, Ring of Honor (ROH). No Supercard of Honor, em 31 de março de 2023, os Lucha Brothers venceram uma luta de escadas "Reach for the Sky" para conquistar o Campeonato Mundial de Duplas da ROH, que estava vago. No Double or Nothing, em 28 de maio, tanto Pentagon quanto Fénix competiram na Blackjack Battle Royale pelo Campeonato Internacional da AEW, mas ambos não tiveram sucesso. Em 21 de julho, no Death Before Dishonor, os Lucha Brothers perderam o Campeonato Mundial de Duplas da ROH para o Aussie Open em uma luta four-way de duplas.
No Dynamite: Grand Slam em 20 de setembro de 2023, Fénix conquistou seu primeiro título individual na AEW ao derrotar Jon Moxley e conquistar o Campeonato Internacional da AEW. Em 10 de outubro de 2023, no Title Tuesday, ele perdeu o título de volta para Orange Cassidy. Foi então reportado que Fénix tiraria um tempo devido a uma lesão. No episódio de 27 de abril de 2024 do Colision, Fénix fez seu retorno, derrotando The Beast Mortos.
No Double or Nothing em 26 de maio, o Death Triangle desafiou o Bang Bang Gang pelo Campeonato Mundial de Trios da AEW, mas não teve sucesso.
Em setembro de 2024, foi reportado que o contrato de Fénix foi estendido pela AEW devido ao tempo de recuperação de lesões. Em dezembro de 2024, Fénix começou a postar mensagens enigmáticas em sua conta no X, afirmando que não queria ficar em um lugar que era "desumano" e alegando que foi ignorado por "meses" quando pediu um médico para tratar suas lesões. Em 3 de março de 2025, o perfil de Fénix foi removido do site da AEW, encerrando seu período de seis anos na empresa.

### WWE (2025–presente)
Em 21 de março de 2025, foi reportado pelo Fightful Select Español que Fenix havia sido oficialmente contratado pela WWE. No mesmo mês, a WWE começou a exibir vinhetas para promover sua estreia. Ele fez sua estreia no episódio de 4 de abril do SmackDown, sob o nome de  Rey Fénix, derrotando Nathan Frazer.

## Vida pessoal
Rey Fénix tem dois irmãos que também são lutadores profissionais, sendo seu irmão mais velho Pentagón Jr. Ele reside em San Diego, Califórnia.

## Títulos e prêmios
- All Elite Wrestling

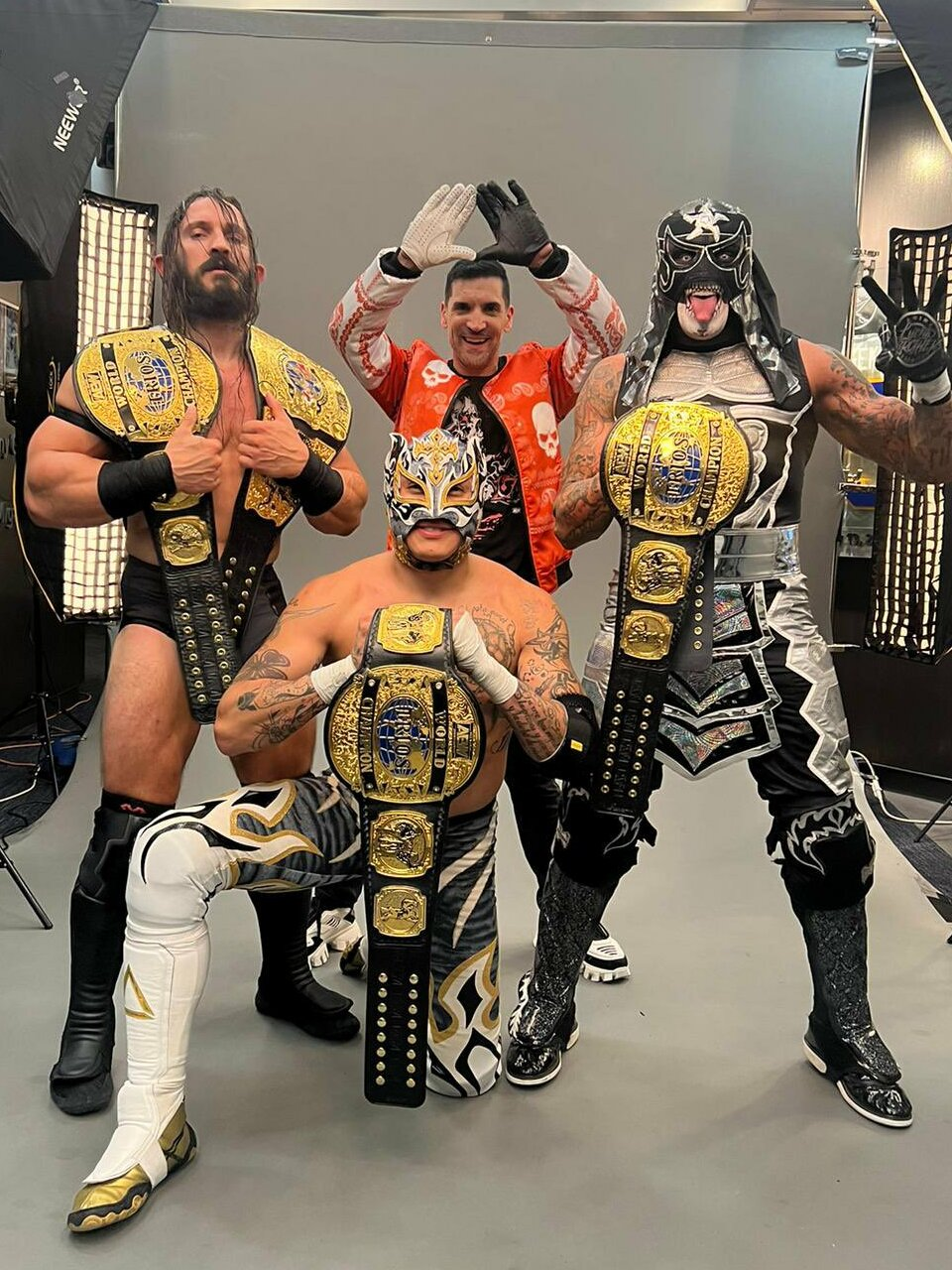
Rey Fénix como parte do Death Triangle, detentor do Campeonato Mundial de Trios da AEW em 2023.

  - Campeonato Internacional da AEW (1 vez)
  - Campeonato Mundial de Duplas da AEW (1 vez) – com Penta El Zero Miedo[34]
  - Campeonato Mundial de Trios da AEW (1 vez)[35][36] – com Penta El Zero Miedo e Pac
  - AEW World Tag Team Championship Eliminator Tournament (2021) – com Penta El Zero Miedo[37]
  - Casino Tag Team Royale Masculino (2021) – com Pac[38]
  - Dynamite Award (2 vezes)
    - Prêmio de Melhor Lutador Aéreo (2021)
    - Melhor Luta de Duplas (2022) – Young Bucks vs Lucha Brothers, luta em uma jaula de aço
- AAW: Professional Wrestling Redefined
  - AAW Heavyweight Championship (1 vez)[39]
  - AAW Tag Team Championship (2 vezes) – com A. R. Fox (1)[40] e Penta el 0M (1)
- CBS Sports
  - Dupla do Ano (2019) – com Pentagón Jr.[41]
- Chikara
  - King of Trios (2015) – com Aero Star e Drago[42]
- The Crash Lucha Libre
  - The Crash Cruiserweight Championship (2 vezes)[3][43]
  - The Crash Tag Team Championship (1 vez) – com Penta 0M
  - Trofeo X Gym (2015)[44]
- Fight Club: PRO
  - Dream Team Invitational (2019) – com Penta el Zero M
- Gladiadores Azteca de Lucha Libre Internacional
  - GALLI Championship (1 vez)
- House of Glory
  - HOG Tag Team Championship (1 vez) – com Pentagón Jr.
- Impact Wrestling
  - Campeonato Mundial de Duplas do Impact (1 vez) – com Pentagón Jr.[45]
- Lucha Ilimitado
  - Corazón de Oro Championship (1 vez)[46]
- Lucha Libre AAA Worldwide
  - AAA World Cruiserweight Championship (1 vez)[47]
  - AAA Latin American Championship (1 vez)[48]
  - AAA Mega Championship (1 vez)[49]
  - AAA Fusión Championship (1 vez)[50]
  - AAA World Tag Team Championship (2 vezes) – com Pentagón Jr.[51][52]
  - AAA Fusión Championship Tournament (2013)[50]
  - Primeiro Campeão Triple Crown
- Lucha Maniaks
  - Lucha Maniaks Tag Team Championship (1 vez) – com Penta El Zero Miedo
- Lucha Underground
  - Lucha Underground Championship (1 vez)[53]
  - Gift of the Gods Championship (2 vezes)[54][55]
  - Lucha Underground Trios Championship (1 vez) – com Aero Star and Drago[56]
  - Primeiro Campeão Triple Crown[57]
- Mucha Lucha Atlanta
  - Border War Tournament (2017)[58]
- Major League Wrestling
  - MLW World Tag Team Championship (1 vez) – com Penta el Zero M
- New Generation Championship Wrestling
  - NGCW Florida Grand Championship (1 vez)
- Oddity Wrestling Alliance
  - Border x Brewing Championship (1 vez)[59]
  - Border x Brewing Championship Tournament (2017)[59]
- Perros del Mal Producciones
  - Perros del Mal Light Heavyweight Championship (2 vezes)[60]
- Pro Wrestling Guerrilla
  - Campeonato Mundial de Duplas da PWG (1 vez) – com Penta el Zero M[61]
- Pro Wrestling Illustrated
  - PWI o colocou na #22ª posição dos 500 melhores lutadores individuais no PWI 500 em 2019[62]
- Pro Wrestling Revolver
  - American Luchacore Championship (1 vez, final)[63]
  - PWR Catalina Wrestling Mixer Championship (1 vez)[64]
  - PWR Catalina Wrestling Mixer Championship Tournament (2017)[64]
- Ring of Honor
  - Campeonato Mundial de Duplas da ROH (1 vez) – com Penta El Zero Miedo[65]
- Wrestling Alliance Revolution
  - WAR World Tag Team Championship (1 vez) – com Penta el 0M[66]
- Xtrem Mexican Wrestling
  - XMW Tag Team Championship (1 vez) – com Dark Dragon[67]
- Outros títulos
  - Mexico State Lightweight Championship (1 vez)[9]
- Wrestling Observer Newsletter
  - Dupla do Ano (2019) – com Pentagón Jr.
  - MVP do México (2019, 2020)[68]
  - Melhor Lutador Aéreo (2020, 2021)[68]
  - Luta de Wrestling Profissional do Ano (2021) – com Pentagón Jr vs. the Young Bucks no All Out

## Luchas de Apuestas
| Vencedor (aposta)          | Perdedor (aposta)                            | Local                     | Evento              | Data                 | Notas             |
| -------------------------- | -------------------------------------------- | ------------------------- | ------------------- | -------------------- | ----------------- |
| Máscara Oriental (máscara) | Mr. Kid (cabelo)                             | N/A                       | Evento ao vivo      | N/A                  | [ 9 ]             |
| Fénix (máscara)            | Steve Pain (cabelo)                          | Monterrey, Nuevo León     | Rey de Reyes        | 16 de março de 2014  | [ Note 1 ] [ 69 ] |
| Fénix (máscara)            | Marty Martinez (cabelo)                      | Boyle Heights, Califórnia | Ultima Lucha Tres   | 25 de junho de 2016  | [ 70 ]            |
| Fénix (máscara)            | Sami Callihan (AAW Heavyweight Championship) | Berwyn, Illinois          | AAW Defining Moment | 31 de agosto de 2017 | [ 39 ]            |